# رأس الطويل حاسي بحبح
رأس الطويل هي مكان تواجد وتجمع المجتمع الأول بحاسي بحبح ولاية الجلفة، وهي تعني المكان المرتفع.

## الموقع
تقع جنوب غرب المدينة الحالية حاسي بحبح على بعد 250 كلم جنوب العاصمة الجزائرية و50 كلم شمال عاصمة الولاية الجلفة.

## المعالم الأثرية
يوجد بمنطقة رأس الطويل حاسي بحبح مقبرة جماعية يعود تاريخ الدفن بها إلى بداية القرن السابع عشر، ويوجد بها رفات شهداء الثورة التحريرية الكبرى 1954 -1962، ويعتقد بأنه توجد أثار المدينة القديمة للمجتمع البدائي تحت الأنقاض.